# Coupe du monde de BMX freestyle
La Coupe du monde BMX Freestyle Park et Flatland UCI (UCI BMX Freestyle Park and Flatland World Cup en anglais) est organisée par l'Union cycliste internationale. La première édition a lieu en 2016 dans le but de promouvoir la discipline qui devient olympique en 2020.
Sur le modèle de la Coupe du monde de BMX, les cyclistes gagnent des points en fonction de leur placement dans chaque manche de Coupe du monde. 

## Historique
En 2016, l'Union cycliste internationale (UCI) s'associe à Hurricane Action Sports, organisatrice des FISE (Festival international des sports extrêmes) World Series pour mettre sur pied la Coupe du Monde BMX Freestyle Park UCI. 
En 2018, le flatland est ajouté, donnant naissance à la Coupe du Monde BMX Freestyle Park et Flatland UCI. Les éditions 2020 et 2021 sont annulées en raison de la pandémie de Covid-19.

## Déroulement d'une épreuve
Chaque manche de la Coupe du monde UCI de BMX freestyle peuvent comprendre des compétitions Park, des compétitions flat (ou flatland) ou les deux.
Les compétitions Park sont organisées comme suit :
1. La qualification, qui doit être effectuée par tous les coureurs. Les coureurs ayant les meilleures notes dans la phase de qualification disputent la demi-finale (maximum 24).
2. La demi-finale oppose 24 coureurs maximum. Les 12 coureurs ayant la meilleure note disputent la finale.
3. Une finale, avec 12 coureurs.

Pour les compétitions Flatland, le nombre de phases de compétition, les règles de qualification et le nombre de manches dépendent du nombre de participants.

## Palmarès masculin

### Park
| Année     | 1er                | 2e                 | 3e                 |
| 2016      | Logan Martin       | Daniel Dhers       | Nick Bruce         |
| 2017      | Daniel Dhers       | Logan Martin       | Alex Coleborn      |
| 2018      | Marin Ranteš       | Daniel Dhers       | Nick Bruce         |
| 2019      | Rim Nakamura       | Logan Martin       | Justin Dowell      |
| 2020-2021 | Pas de compétition | Pas de compétition | Pas de compétition |
| 2022      | Logan Martin       | Anthony Jeanjean   | Marcus Christopher |
| 2023      | Logan Martin       | Kieran Reilly      | Anthony Jeanjean   |
| 2024      | Anthony Jeanjean   | Rim Nakamura       | Nick Bruce         |

### Flatland
| Année     | 1er                | 2e                 | 3e                   |
| 2018      | Matthias Dandois   | Alex Jumelin       | Jean William Prévost |
| 2019      | Matthias Dandois   | Dominik Nekolny    | Moto Sasaki          |
| 2020-2021 | Pas de compétition | Pas de compétition | Pas de compétition   |
| 2022      | Kio Hayakawa       | Yu Shoji           | Moto Sasaki          |
| 2023      | Yu Shoji           | Kio Hayakawa       | Jean William Prévost |
| 2024      | Yu Shoji           | Kio Hayakawa       | Jean William Prévost |

## Palmarès féminin

### Park
| Année     | 1re                | 2e                 | 3e                    |
| 2016      | Hannah Roberts     | Coffey Cury        | Nikita Ducarroz       |
| 2017      | Hannah Roberts     | Nikita Ducarroz    | Macarena Perez        |
| 2018      | Hannah Roberts     | Lara Lessmann      | Nikita Ducarroz       |
| 2019      | Hannah Roberts     | Perris Benegas     | Lara Lessmann         |
| 2020-2021 | Pas de compétition | Pas de compétition | Pas de compétition    |
| 2022      | Hannah Roberts     | Nikita Ducarroz    | Charlotte Worthington |
| 2023      | Hannah Roberts     | Sun Sibei          | Zhou Huimin           |
| 2024      | Minato Oike        | Miharu Ozawa       | Sasha Pardoe          |

### Flatland
| Année     | 1re                | 2e                 | 3e                 |
| 2018      | Misaki Katagari    | Eri Funatsu        | Céline Vaes        |
| 2019      | Misaki Katagari    | Irina Sadovnik     | Céline Vaes        |
| 2020-2021 | Pas de compétition | Pas de compétition | Pas de compétition |
| 2022      | Julia Preuss       | Jeanne Seigneur    | Mélissa Droll      |
| 2023      | Aude Cassagne      | Kirara Nakagawa    | Sakura Kawaguchi   |
| 2024      | Nina Suzuki        | Ayuna Miyashima    | Yui Kiyomune       |